# Fontaine-en-Dormois
Fontaine-en-Dormois – miejscowość i gmina we Francji, w regionie Grand Est, w departamencie Marna.
Według danych na rok 1990 gminę zamieszkiwało 25 osób, a gęstość zaludnienia wynosiła 5 osób/km².